# Bruno Lutz
Bruno Lutz (* 7. Juni 1889 in Berlin; † 5. März 1964 ebenda) war ein deutscher Filmarchitekt.

## Leben und Wirken
Bruno Lutz erhielt eine Berufsausbildung zum Kunstmaler und arbeitete anschließend in diesem Beruf. 1919 wurde er zum Film geholt. Dort arbeitete er anfänglich als Juniorpartner des Kollegen Franz Seemann und stieg an dessen Seite 1927 zum zweiten Chefarchitekten auf.
Bis 1945 gestaltete Lutz die Filmkulissen zu überwiegend zweitrangigen Unterhaltungsfilmen, darunter auch solche mit nationalsozialistischen Untertönen wie Die Reiter von Deutsch-Ostafrika, Alarm, D III 88 und Geheimakte WB 1. Dabei war es Lutz’ Aufgabe, die Entwürfe bedeutenderer Kollegen auszuführen. Nach dem Krieg kehrte er nur noch 1953/54 zum Film zurück.

## Filmografie
- 1927: Der König der Mittelstürmer
- 1927: Dr. Bessels Verwandlung
- 1928: Der Biberpelz
- 1928: Die Dame in Schwarz
- 1928: Das Girl von der Revue
- 1928: Mädchenschicksale
- 1928: Einladung zum Nachtessen
- 1929: Jennys Bummel durch die Männer
- 1929: Autobus Nr. 2
- 1931: Schatten der Manege
- 1931: Douaumont
- 1932: Marschall Vorwärts
- 1932: Abenteuer im Engadin
- 1933: Zwei gute Kameraden
- 1934: Wilhelm Tell
- 1934: Zwischen zwei Herzen
- 1934: Die vier Musketiere
- 1934: Die große Chance
- 1934: Die Reiter von Deutsch-Ostafrika
- 1934: Der Springer von Pontresina
- 1935: Krach im Hinterhaus
- 1935: Fährmann Maria
- 1936: Mädchenjahre einer Königin
- 1936: Paul und Pauline
- 1936: Weiße Sklaven
- 1937: Pan
- 1938: Ballade
- 1938: Musketier Meier III
- 1938: Skandal um den Hahn
- 1938: Tanz auf dem Vulkan
- 1939: In letzter Minute
- 1939: D III 88
- 1939: Das Gewehr über
- 1939: Rote Mühle
- 1940: Angelika
- 1940: Alarm
- 1941: Geheimakte W.B. 1
- 1943: Geliebter Schatz
- 1943: Wenn der junge Wein blüht
- 1943: Die goldene Spinne
- 1944: Seinerzeit zu meiner Zeit
- 1944: Ein Mann wie Maximilian
- 1944/48: Im Tempel der Venus
- 1944/49: Dreimal Komödie
- 1953: Sterne über Colombo
- 1953: Die Gefangene des Maharadscha
- 1954: Sanatorium total verrückt